# Mombercelli
Mombercelli, (Mombërsèj en piemontès) és un municipi situat al territori de la província d'Asti, a la regió del Piemont (Itàlia).
Limita amb els municipis de Belveglio, Castelnuovo Calcea, Montaldo Scarampi, Montegrosso d'Asti, Rocca d'Arazzo, Rocchetta Tanaro i Vinchio.
Pertanyen al municipi les frazioni de Borra, Costarossa, Crocetta, Freto, Gazo, Laioli, Moncucco, Nisorella, Piana, Pontetto, Resio, Roeto, Ronchi, Sabbione, Tocco, Vallone i Variala.